# Louis de Ligne
Cet article concerne le diplomate né en 1854. Pour le fils de Charles-Joseph de Ligne, né en 1766, voir Louis-Eugène Lamoral de Ligne.
Louis Eugène Henri Marie, 9e prince de Ligne (18 juillet 1854 à Paris - 27 août 1918 à Belœil), prince d'Amblise et d'Épinoy, grand d'Espagne, est un diplomate belge, ambassadeur extraordinaire d'Albert Ier, roi des Belges, chef de la Maison de Ligne de 1880 à 1918.

## Biographie
Petit-fils du prince Eugène de Ligne, Louis de Ligne devient le chef de la Maison de Ligne à la mort de son grand-père en 1880. 
À l'occasion de la visite à Windsor du prince Fushimi Hiroyasu (1875-1946), le 25 janvier 1910, le roi Édouard VII (1901-1910) nomma deux Chevaliers grand-croix de l'ordre royal de Victoria (GCVO) : le cousin du mikado du Japon et  Louis de Ligne, ambassadeur extraordinaire d'Albert Ier roi des Belges (1909-1934).
Louis était aussi chevalier de l'ordre souverain militaire et hospitalier de Saint-Jean de Jérusalem, de Rhodes et de Malte.

Charlotte de Belgique, impératrice du Mexique.

Il a été le tuteur de la malheureuse impératrice Charlotte du Mexique (sœur du roi Léopold II de Belgique), atteinte de folie, qui vivait au château de Bouchout. 
Durant la Première Guerre mondiale, le prince Louis refuse de livrer aux Allemands les fonds de la Croix-Rouge de Belgique qu'il présidait. Arrêté par l'occupant, il en recevra l'ordre de ne pas quitter Belœil.

### Mariage et descendance

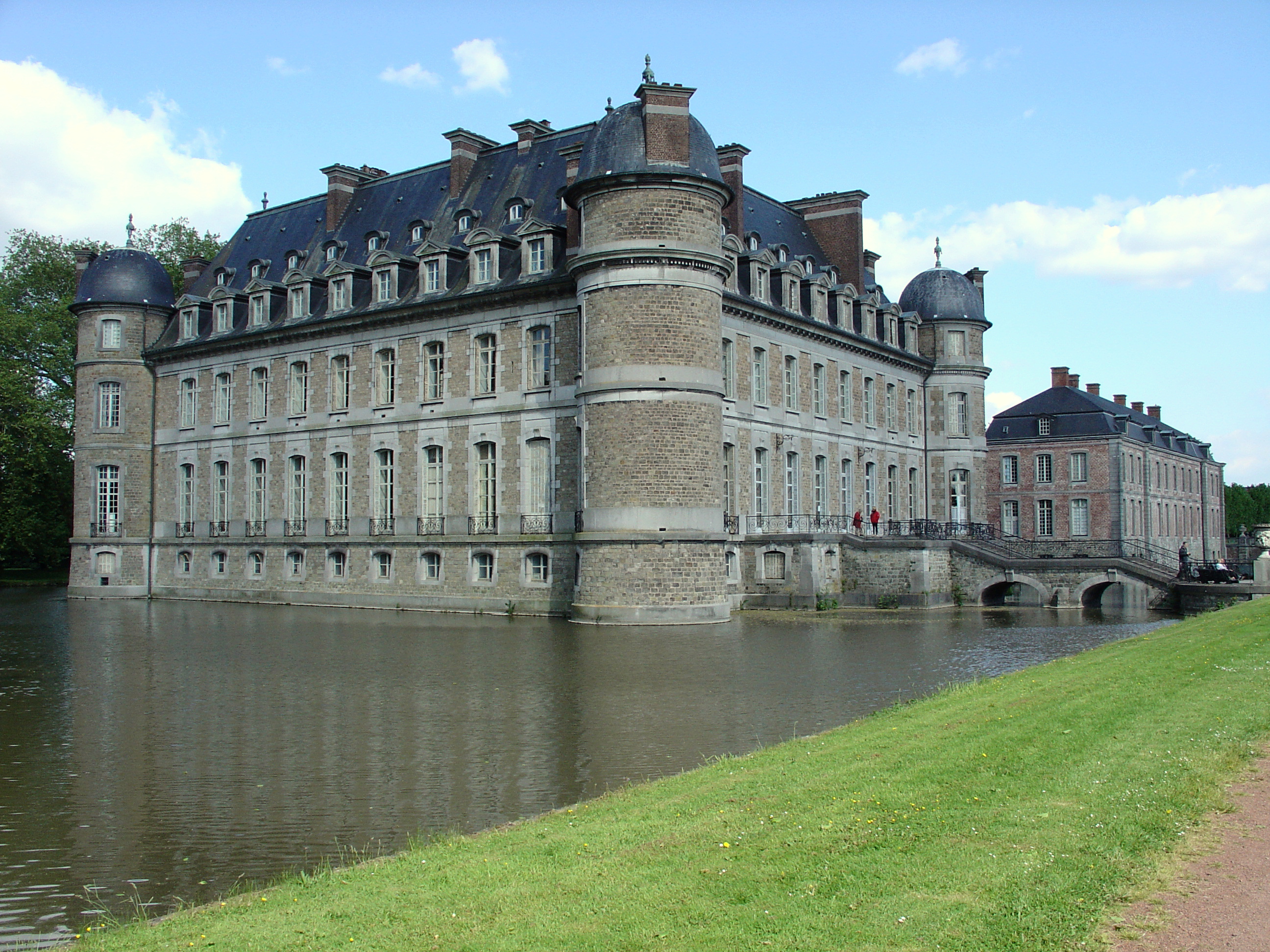
Le château de Belœil, province de Hainaut.

Fils de Henri Maximilien Joseph Charles Louis Lamoral de Ligne (16 octobre 1824, Paris - 27 novembre 1871, château de Belœil (Belgique)) et de Marguerite de Talleyrand-Périgord (1832-1917), le prince Louis de Ligne épouse sa cousine Élisabeth de La Rochefoucauld (4 août 1865, La Vallée-aux-Loups, Châtenay-Malabry - 9 novembre 1946), fille de Sosthène II, vicomte de La Rochefoucauld (1825-1908), duc de Bisaccia et de Marie Georgine de Ligne. Une seule fille est issue de ce mariage : 
- Marie Suzanne Marguerite Louise de Ligne (22 juillet 1885, Mauny - 13 janvier 1971, Paris), mariée à Paris le 29 janvier 1906 (divorce en 1919) avec Alexandre « della Torre e Tasso » (8 juillet 1881 - 11 mars 1937), prince de Thurn und Taxis, 1er duc de Castel Duino, dont elle a Raymond della Torre e Tasso (1907-1986), 2e duc de Castel Duino, marié le 28 novembre 1949 avec la princesse Eugénie de Grèce.

### Château de Beloeil
Le château de Beloeil subit en 1900 un incendie qui en ravage une grande partie. Il s'applique alors à le reconstruire en faisant appel à l'architecte Ernest Sanson et à poursuivre l'enrichissement de la bibliothèque.
Afin que le château de Belœil et son domaine reste aux mains de la Maison de Ligne, il lègue le château, le parc, la bibliothèque et les archives à son neveu Eugène II de Ligne et le reste de sa fortune et de ses hectares de forêt à sa fille. Le titre de prince de Ligne passe alors à son frère Ernest.

## Distinction
- Chevalier de l'ordre de Léopold (8 mai 1896)[2].

## Pages connexes
- Maison de Ligne
- Château de Beloeil